# ایزاک یاکوب شونبرگ

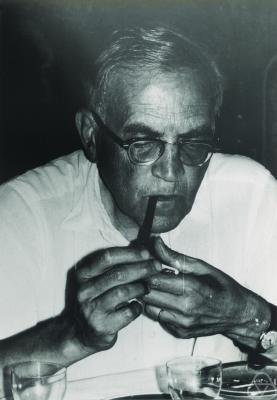
نگاره‌ای از ایزاک یاکوب شونبرگ در سال ۱۹۷۱

ایزاک یاکوب شونبرگ (به رومانیایی: Isaac Jacob Schoenberg) (زاده ۲۱ آوریل ۱۹۰۳ در گالاتسی-درگذشته ۲۱ فوریه ۱۹۹۰) ریاضیدان آمریکایی اهل رومانی بود.
او فرزند یک پزشک بود و پس از دانش آموختگی در دانشگاه یاسی در رومانی برای ادامه تحصیل به دانشگاه برلین رفت و در آنجا با سرپرستی ایسای شور درجه دکتری ریاضیات را دریافت کرد. وی سپس در دانشگاه عبری اورشلیم، هاروارد، شیکاگو و پنسیلوانیا ندریس کرد.
زمینه کاری شونبرگ نظریه تقریب، هندسه دیفرانسیل و معادلات دیفرانسیل بود و وی همچنین پژوهشهایی دربارهٔ جادادن‌های فضاهای متریک در فضاهای هیلبرت نیز انجام داد.
شهرت شونبرگ به خاطر کشف اسپلاینها بود که موضوعی مهم در ریاضی کاربردی است.

## کتاب‌ها
- Schoenberg, I. J. (1973), Cardinal Spline Interpolation, Society for Industrial and Applied Mathematics[۱]
- Schoenberg, I. J. (1982), Mathematical time exposures, Mathematical Association of America, ISBN 0-88385-438-4, Unknown ID:loc=82-062766 {{citation}}: Cite has empty unknown parameter: |1= (help)